# I.M (пісня)
«I.M» (укр. Я є) — пісня ізраїльського співака Міхаеля Бен Давіда, з якою він представляв свою країну на Пісенному конкурсі Євробачення 2022 в Турині, Італія після перемоги на The X Factor Israel.

## Історія та зміст
Пісня «I.M» натхненна дитинством Бена Давіда й несе в собі послання про внутрішню силу. У дитинстві Міхаель страждав від знущань за те, що співав високим голосом, і мав бурхливі стосунки зі своєю матір'ю через те, що був геєм. Вітчим сказав співаку не дражнитися, не говорити голосно й не співати, адже так, за словами вітчима, «поводяться дівчата». Зрештою Бен Давід поставив матері ультиматум, сказавши, що не прийде на жодні сімейні збори, якщо його партнер не зможе бути з ним. Згодом Міхаель почав приймати себе таким, яким він був, і прощав тих, хто знущався над ним, кажучи: «У мене немає ненависті. Я впевнений, що ті, хто поводився зі мною як зі сміттям, теж мене не пам'ятають. Помста — це не історія. Я пройшов божевільний шлях, я пройшов цей процес з самим собою».

## Пісенний конкурс Євробачення

### Відбір— The X Factor Israel
Ізраїльська заявка на Пісенний конкурс Євробачення 2022 була відібрана через четвертий сезон конкурсу The X Factor Israel. Конкурс проходив протягом трьох місяців з 30 жовтня 2021 року по 5 лютого 2022 року. Чотирма фіналістами конкурсу стали: Елі Хулі, Інбал Бібі, Міхаель Бен Давід і Сапір Сабан.
Фінал The X Factor Israel відбувся 5 лютого 2022 року. Переможця обирали у два тури. У раунді поєдинку чотири учасники розділилися на дві дуелі й кожен виконав кавер-пісню. Два переможці дуелів автоматично пройшли до фінального раунду, тоді як двоє вибувших зіткнулися один з одним в останньому поєдинку, який визначив третього учасника фінального раунду. В останньому раунді троє фіналістів представили свої пісні для Євробачення, обрані за результатами голосування. Переможець був обраний комбінацією голосів публіки (50 %) та двох груп журі, що складалися з суддів The X Factor Israel 2022 (25 %) та професійного комітету (25 %).
Пісня «I.M» пройшла безпосередньо до фіналу, набравши 65 очок. У фіналі пісня виграла конкурс проти «Blinded Dreamers» Елі Хулі, фінішувавши всього на одним бал вище з 214 очками.

### На Євробаченні
25 січня 2022 року було проведено жеребкування, яке розподілило кожну країну в один із двох півфіналів, а також визначило в якій половині шоу вони виступатимуть. Ізраїль потрапив у другий півфінал, який відбувся 12 травня 2022 року, і виступив у першій половині шоу. Ізраїль фінішував 13-м з 61 балом з 27 балами від телеголосування та 34 балами від професійного журі, через що не зміг кваліфікуватися до фіналу конкурсу.

## Чарти
| Чарт                   | Пікова позиція |
| ---------------------- | -------------- |
| Ізраїль (Media Forest) | 13             |